# Tuyển khoáng

Đập vỡ, một dạng của đập nghiền, là một trong những thao tác đơn nguyên của tuyển khoáng.

Trong lĩnh vực luyện kim khai khoáng, tuyển khoáng, còn được gọi là tuyển quặng,  là quá trình tách các khoáng sản có giá trị thương mại từ quặng của chúng.

## Lịch sử

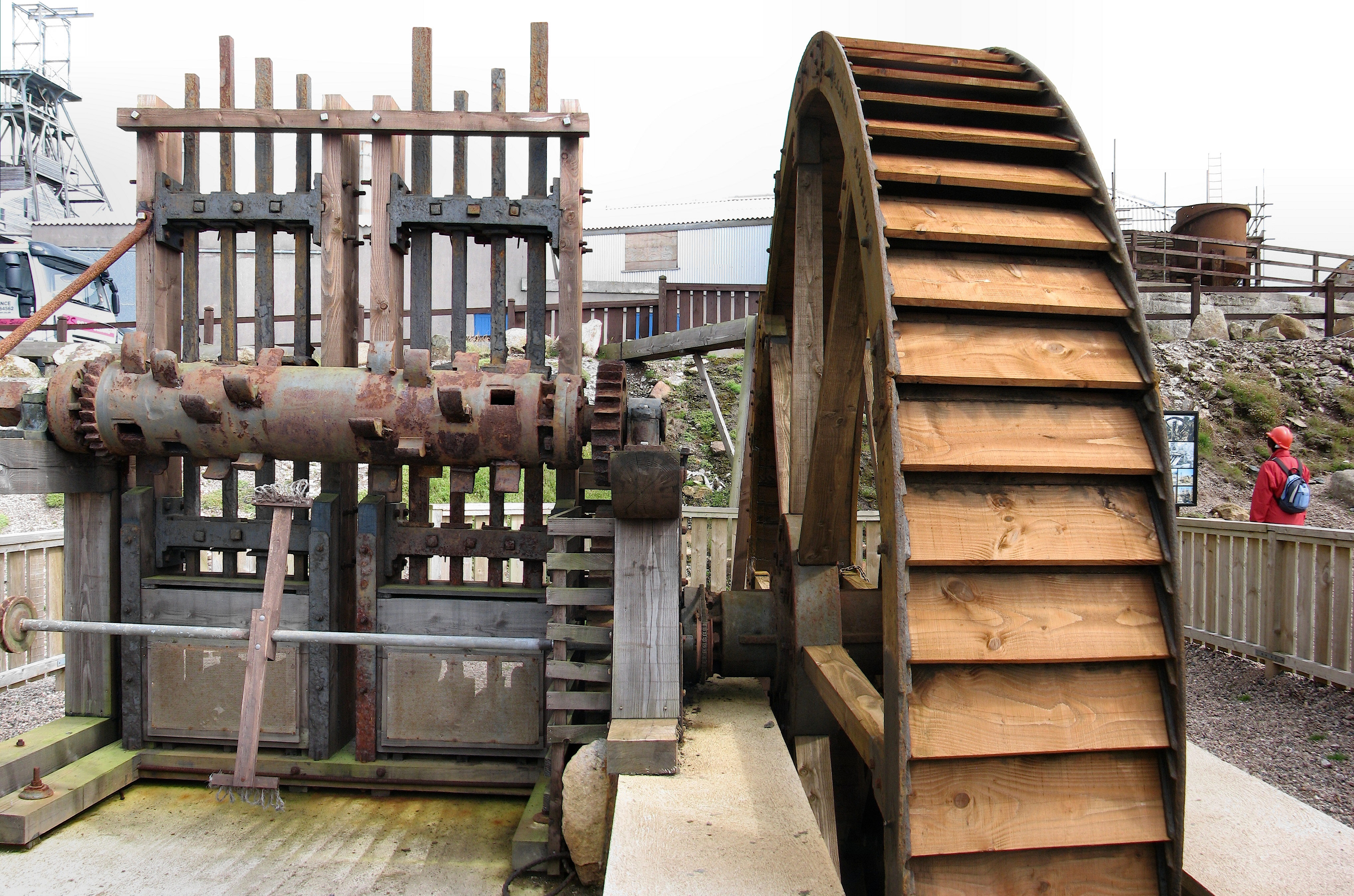
Một hệ thống máy đập quặng Cornwall.

Trước sự ra đời của máy móc hạng nặng, quặng thô được phá vỡ bằng cách sử dụng búa cầm tay, một quá trình gọi là "đập vỡ". Trước đó, phương tiện cơ học đã được tìm thấy để đạt được điều này. Ví dụ, các máy đập quặng đã được sử dụng ở Samarkand sớm nhất vào năm 973. Chúng cũng được sử dụng ở Ba Tư thời trung cổ. Đến thế kỷ 11, các máy đập quặng đã được sử dụng rộng rãi trong khắp thế giới Hồi giáo thời trung cổ, từ Tây Ban Nha Hồi giáo và Bắc Phi ở phía tây đến Trung Á ở phía đông. Một ví dụ muộn hơn là máy đập quặng Cornwall, bao gồm một chuỗi các búa sắt được gắn trong một khung thẳng đứng, được nâng lên bằng các cam trên trục của một guồng nước và đập xuống quặng bằng trọng lực.
Phương pháp đơn giản nhất để tách quặng khỏi đá mạch bao gồm chọn ra các tinh thể riêng lẻ của mỗi loại. Đây là một quá trình rất tẻ nhạt, đặc biệt khi các hạt riêng lẻ nhỏ. Một phương pháp tương đối đơn giản khác dựa vào việc là các khoáng vật khác nhau có mật độ khác nhau, khiến chúng thu thập ở những nơi khác nhau: khoáng vật kim loại (nặng hơn) sẽ rơi ra khỏi huyền phù nhanh hơn các khoáng vật nhẹ hơn, và sẽ được mang theo dòng nước. Quá trình đãi và rây vàng sử dụng cả hai phương pháp này. Nhiều thiết bị khác nhau được gọi là 'sàng quay' hay 'bàn nghiêng' đã được sử dụng để tận dụng lợi thế của tính chất này trong việc rửa quặng. Sau đó, các máy móc tiên tiến hơn đã được sử dụng như máy đãi quặng Frue, được phát minh vào năm 1874.
Các thiết bị khác được sử dụng trong lịch sử bao gồm xitec rửa quặng, một máng được sử dụng với một số máy móc tuyển quặng và bồn lắng đọng, một bồn lớn được sử dụng để lắng đọng quặng phân biệt.

## Thao tác đơn nguyên
Tuyển khoáng có thể bao gồm bốn loại thao tác đơn nguyên chung: Đập nghiền - để giảm kích thước hạt; Định cỡ - chia tách các cỡ hạt bằng cách sàng hoặc phân loại; Làm giàu - bằng cách tận dụng các tính chất vật lý và hóa học bề mặt để thu được quặng giàu; và Khử nước - chia tách các chất rắn/lỏng.
Trong tất cả các quy trình này, các cân nhắc quan trọng nhất là tính kinh tế của các quy trình và điều này được quyết định bởi phẩm cấp và tỷ lệ thu hồi của sản phẩm cuối cùng. Để làm điều này, khoáng vật học của quặng cần phải được xem xét vì điều này quyết định lượng giải phóng cần thiết và các quá trình có thể xảy ra. Các hạt xử lý càng nhỏ thì phẩm cấp và tỷ lệ thu hồi lý thuyết của sản phẩm cuối cùng càng lớn, tuy nhiên điều này rất khó thực hiện với các hạt mịn vì chúng ngăn cản một số quá trình làm giàu nhất định xảy ra.

### Đập nghiền
Đập nghiền quặng là việc giảm cỡ hạt của vật liệu. Đập nghiền quặng có thể được thực hiện trên vật liệu khô hoặc dạng bùn nhão. Đập vỡ và nghiền mịn là hai quá trình đập nghiền chính. Đập vỡ quặng thường được tiến hành trên quặng thô từ mỏ (quặng nguyên khai), trong khi quá trình nghiền mịn (thường được tiến hành sau khi đập vỡ) có thể được tiến hành trên vật liệu khô hoặc bùn nhão. Trong đập nghiền quặng, việc giảm cỡ hạt được thực hiện bằng ba loại lực: nén, va đập và mài mòn. Lực nén và lực va đập được sử dụng rộng rãi trong các hoạt động đập vỡ quặng trong khi mài mòn là lực chi phối trong nghiền mịn. Các thiết bị được sử dụng chủ yếu trong quá trình đập vỡ là - máy đập hàm, máy đập quay và máy đập nón trong khi máy nghiền trục và máy nghiền bi, được khép kín với đơn nguyên phân loại, thường được sử dụng cho mục đích nghiền mịn trong nhà máy chế biến khoáng sản. Đập vỡ là một quá trình khô trong khi quá trình nghiền mịn thường được thực hiện ướt và do đó tốn nhiều năng lượng hơn.

### Định cỡ

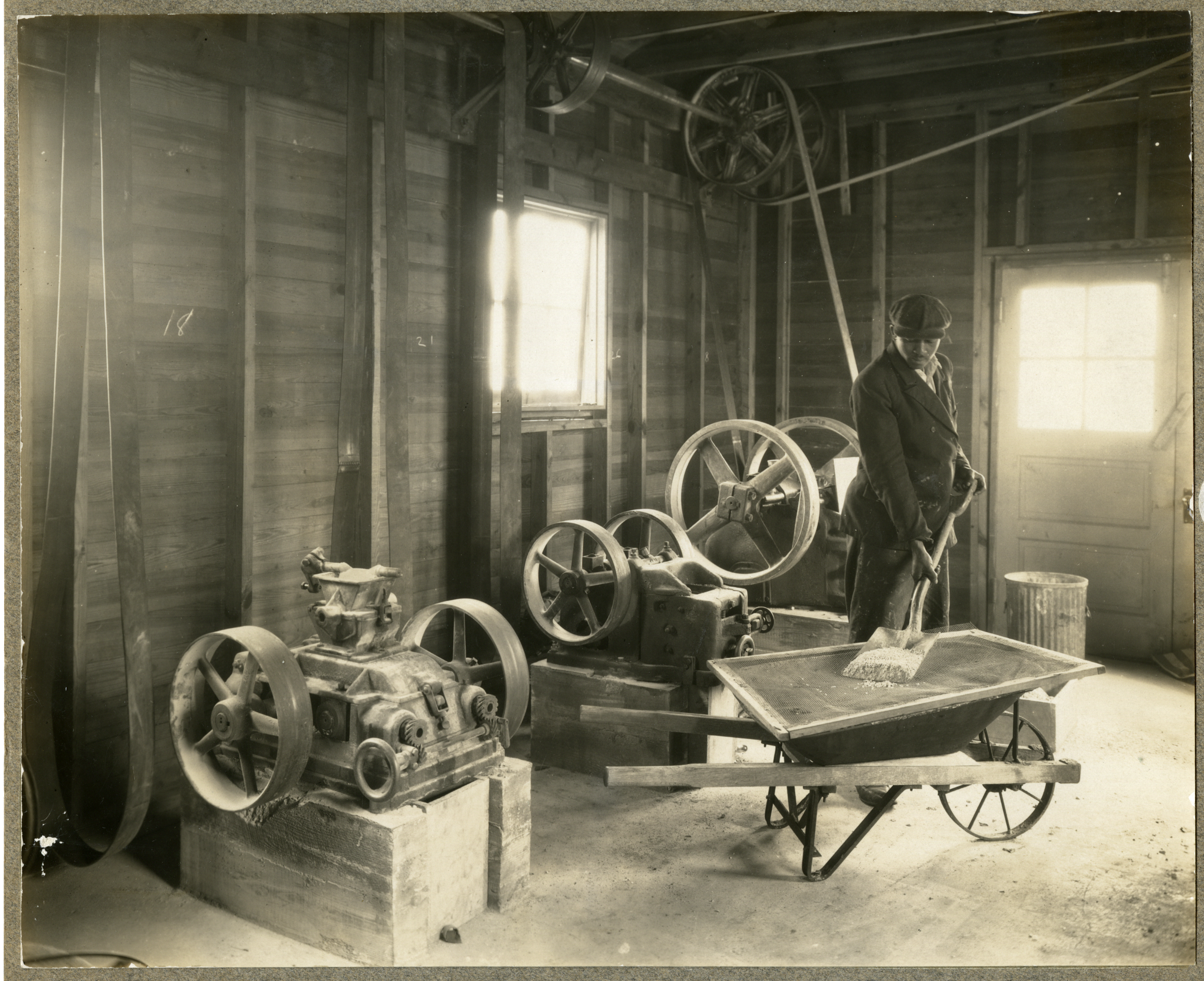
Sàng tuyển quặng bằng sàng tại Fixed Nitrogen Research Laboratory, 1930

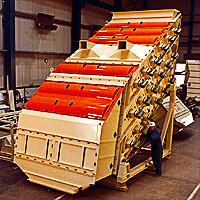
Máy sàng 2000 để sàng tuyển các hạt nhỏ.

Định cỡ là thuật ngữ chung để tách các hạt theo cỡ hạt của chúng. Quá trình định cỡ đơn giản nhất là sàng tuyển, hoặc cho các hạt cần định cỡ dịch chuyển qua sàng hoặc một số sàng. Thiết bị sàng tuyển có thể bao gồm sàng song (grizzly), sàng thanh, sàng lưới hình nêm, sàng tròn, sàng quả chuối, sàng nhiều tầng, sàng rung, sàng mịn, sàng bập bênh và sàng lưới. Sàng có thể là tĩnh (thường áp dụng đối với vật liệu rất thô) hoặc chúng có thể kết hợp các cơ cấu để lắc hoặc rung sàng. Một số cân nhắc trong quy trình này bao gồm vật liệu chế tạo sàng, kích thước hình dạng và hướng mắt sàng, lượng hạt gần kích thước, sự bổ sung nước, biên độ và tần số rung, góc nghiêng, sự hiện diện của các vật liệu có hại, như thép và gỗ, và sự phân bố cỡ hạt.
Sự phân loại đề cập đến các hoạt động định cỡ khai thác sự khác biệt trong vận tốc lắng đọng được thể hiện bởi các hạt có kích thước khác nhau. Thiết bị phân loại có thể bao gồm máy phân loại quặng, máy xoáy khí, máy xoáy thủy lực, sàng quay (sàng trống/sàng thùng), cào phân loại hoặc thiết bị phân loại lỏng hóa.
Một yếu tố quan trọng trong cả hoạt động nghiền quặng và định cỡ là xác định phân bố cỡ hạt của vật liệu đang được xử lý, thường được gọi là phân tích cỡ hạt. Nhiều kỹ thuật phân tích cỡ hạt được sử dụng và các kỹ thuật bao gồm cả phân tích ngoại tuyến đòi hỏi phải lấy mẫu vật liệu để phân tích và các kỹ thuật trực tuyến cho phép phân tích vật liệu khi nó đang chạy trong quy trình.

### Làm giàu
Làm giàu hay tuyển tinh là phương thức để làm tăng hàm lượng của các khoáng vật mong muốn. Có một số cách để tăng hàm lượng của các khoáng vật mong muốn này. Trong một trường hợp cụ thể nào đó, phương pháp được lựa chọn sẽ phụ thuộc vào các tính chất vật lý và hóa học bề mặt tương đối của khoáng vật và đá mạch. Hàm lượng được định nghĩa là số mol của chất tan trong một thể tích dung dịch. Trong trường hợp của tuyển khoáng thì hàm lượng có nghĩa là sự gia tăng tỷ lệ phần trăm của khoáng vật có giá trị trong tinh quặng.

### Tuyển trọng lực
Tách trọng lực là sự phân tách hai hoặc nhiều khoáng vật có tỷ trọng riêng khác nhau bằng chuyển động tương đối của chúng để đáp ứng với lực hấp dẫn và một hoặc nhiều lực khác (như lực ly tâm, lực từ, lực nổi), một trong số đó là cản trở chuyển động (lực cản) bởi một môi trường nhớt như môi trường nặng, nước hoặc ít phổ biến hơn là không khí.
Tách trọng lực là một trong những kỹ thuật lâu đời nhất trong tuyển khoáng nhưng đã thấy sự suy giảm trong sử dụng kể từ khi giới thiệu các phương pháp như tuyển nổi, phân loại, tách từ và ngâm chiết. Tách trọng lực bắt nguồn ít nhất là từ khoảng năm 3000 trước công nguyên khi người Ai Cập sử dụng kỹ thuật này để tách vàng.
Điều cần thiết là xác định tính phù hợp của quy trình tuyển trọng lực trước khi sử dụng nó để làm giàu quặng. Tiêu chí tuyển thường được sử dụng cho mục đích này, được ký hiệu là CC trong phương trình sau (trong đó SG đại diện cho tỷ trọng riêng):
{\displaystyle CC={\frac {SG(khoang\ vat\ nang)-SG(chat\ luu)}{SG(khoang\ vat\ nhe)-SG(chat\ luu)}}}
- Với CC > 2,5: thích hợp để tách các hạt có kích thước trên 75 micron.
- Với 1,75 < CC < 2,5: thích hợp để tách các hạt có kích thước trên 150 micron.
- Với 1,50 < CC < 1,75: thích hợp để tách các hạt có kích thước trên 1,7 mm.
- Với 1,25 < CC < 1,50: thích hợp để tách các hạt có kích thước trên 6,35 mm.
- Với CC < 1,25: không thích hợp với mọi kích thước.

Mặc dù tiêu chí tuyển là một quy tắc kinh nghiệm hữu ích khi dự đoán khả năng đáp ứng với tuyển trọng lực, các yếu tố như hình dạng hạt và mức độ tuyển tương đối của các hạt nặng và nhẹ có thể ảnh hưởng đáng kể đến hiệu quả tách trong thực tế.

#### Phân loại
Có một vài phương pháp sử dụng sự khác biệt về trọng lượng hoặc mật độ của các hạt:
- Chia tách môi trường nặng hoặc môi trường đậm đặc (bao gồm DMS Condro DMS, bể, trống, LARCODEM (viết tắt tiếng Anh của Large Coal Density Media Separator), thiết bị tách xoáy Dyna và các xiclon môi trường đậm đặc).
- Các bàn rung, như bàn Wilfley.[5]
- Máy tách vít xoắn.
- Phân loại Reflux.[6]
- Thiết bị tuyển Jig là các thiết bị tuyển trọng lực xử lý liên tục bằng cách sử dụng một tầng lỏng hóa rung theo nhịp.[7]
- Thiết bị tuyển gầu ly tâm, như máy tuyển Knelson và máy tuyển Falcon.
- Thiết bị tuyển tách đa trọng lực (máy tuyển Falcon, Knelson, Mozley (Máy tuyển tách đa trọng lực hoặc tăng cường hiện được sản xuất bởi Gravity Mining Ltd, Anh. www.gravitymining.com), Salter Cyclones (máy tuyển tách đa trọng lực) và Kelsey Jig) Jigs.
- Inline pressure Jigs.
- Nón Reichert.
- Máng rửa quặng.
- Thiết bị gạn lắng.

Các quá trình này có thể được phân loại là tuyển tách mật độ hoặc tuyển tách trọng lực (trọng lượng).
Trong môi trường tuyển tách đậm đặc, môi trường được tạo ra với mật độ nằm giữa mật độ của quặng và của các hạt đá mạch. Khi nằm trong môi trường này các hạt hoặc là nổi hoặc là chìm, tùy theo mật độ của chúng so với mật độ của môi trường. Theo cách này, sự phân tách diễn ra hoàn toàn dựa vào sự khác biệt mật độ và về nguyên tắc là không phụ thuộc vào bất kỳ yếu tố nào khác như trọng lượng hay hình dạng hạt. Trong thực tế, kích thước và hình dạng hạt có thể ảnh hưởng đến hiệu quả tách. Tách môi trường đậm đặc có thể được thực hiện bằng nhiều môi trường khác nhau. Chúng bao gồm các chất lỏng hữu cơ, các dung dịch hoặc huyền phù của các hạt rất mịn trong nước hoặc không khí. Các chất lỏng hữu cơ thường không được sử dụng do độc tính, khó xử lý và chi phí tương đối cao. Về mặt công nghiệp, môi trường đậm đặc phổ biến nhất là huyền phù của các hạt magnetit và/hoặc ferosilic mịn. Một dung dịch nước như một môi trường đậm đặc được sử dụng trong chế biến than dưới dạng rửa Belknap và huyền phù trong không khí được sử dụng ở những khu vực thiếu nước, như các khu vực của Trung Quốc, nơi cát được sử dụng để tách than ra khỏi khoáng vật đá mạch.
Tách trọng lực còn được gọi là tách trọng lực tương đối vì nó tách các hạt do phản ứng tương đối của chúng với lực truyền động. Điều này được kiểm soát bởi các yếu tố như trọng lượng, kích thước và hình dạng hạt. Các quy trình này cũng có thể được phân loại thành các quy trình đa và đơn trọng lực. Sự khác biệt là độ lớn của lực truyền động cho sự phân tách. Các quy trình đa trọng lực cho phép xảy ra sự phân tách các hạt rất mịn (trong phạm vi từ 5 đến 50 micron) bằng cách tăng lực truyền động phân tách để tăng tốc độ chia tách các hạt. Nói chung, quá trình đơn trọng lực chỉ có khả năng xử lý các hạt có đường kính lớn hơn khoảng 80 micron.
Trong các quá trình tách trọng lực, các bộ tuyển vít xoắn và các jig tròn là hai trong số những cách tiết kiệm nhất do sự đơn giản và sử dụng không gian của chúng. Chúng hoạt động bằng cách tách màng chảy và có thể sử dụng nước rửa hoặc không có nước rửa. Các vít xoắn nước rửa tách các hạt dễ dàng hơn nhưng có thể có vấn đề với sự xâm nhập của đá mạch với tinh quặng được sản xuất.

### Tuyển nổi

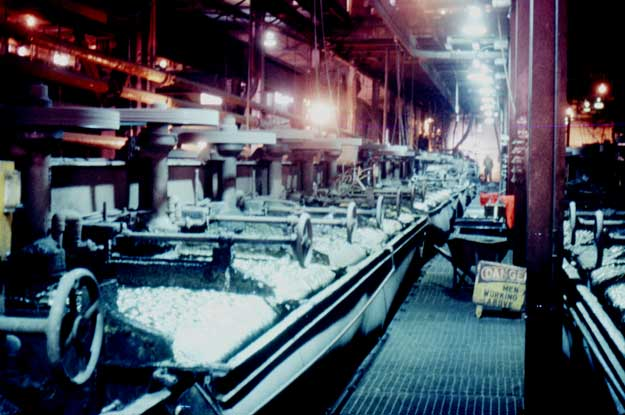
Các ngăn tuyển nổi bọt được sử dụng để tuyển các khoáng vật đồng sulfide và niken sulfide ở Falconbridge, Ontario.

Tuyển nổi bọt là một quá trình làm giàu quan trọng. Quá trình này có thể được sử dụng để tách hai hạt khác nhau bất kỳ nào và được vận hành bởi hóa học bề mặt của các hạt. Trong tuyển nổi, bọt (bong bóng) được đưa vào quặng mịn nhão và bọt nổi lên qua quặng mịn nhão này. Trong quá trình này, các hạt kị nước bám dính vào bề mặt của bọt. Động lực cho sự bám dính này là sự thay đổi năng lượng tự do bề mặt khi bám dính xảy ra. Các bọt này nổi lên qua lớp bột nhão này và được thu thập từ bề mặt. Để cho phép các hạt bám vào, cần xem xét cẩn thận hóa học của quặng mịn nhão. Những cân nhắc này bao gồm pH, Eh và sự hiện diện của thuốc tuyển nổi. Độ pH rất quan trọng vì nó làm thay đổi điện tích của bề mặt hạt và ảnh hưởng đến quá trình hấp thụ hóa học của các thuốc tập hợp trên bề mặt hạt.
Việc bổ sung thuốc tuyển nổi cũng ảnh hưởng đến hoạt động của các quá trình này. Hóa chất quan trọng nhất được thêm vào là thuốc tập hợp. Hóa chất này liên kết với bề mặt của các hạt vì nó là chất hoạt động bề mặt. Những cân nhắc chính trong hóa chất này là bản chất của nhóm đầu và kích thước của chuỗi hydrocarbon. Đuôi hydrocarbon cần phải ngắn để tối đa hóa tính chọn lọc của khoáng vật mong muốn và nhóm đầu quyết định loại khoáng vật mà nó gắn vào.
Các thuốc tạo bọt là một bổ sung hóa chất quan trọng khác vào quặng mịn nhão vì nó cho phép bọt ổn định được hình thành. Điều này rất quan trọng vì nếu bọt kết tụ thì các khoáng vật rơi ra khỏi bề mặt của chúng. Tuy nhiên, bọt này không nên quá ổn định vì điều này ngăn cản việc vận chuyển dễ dàng và khử nước của tinh quặng được hình thành. Cơ chế của các thuốc tạo bọt này vẫn chưa được hiểu rõ và nghiên cứu sâu hơn về cơ chế của chúng vẫn đang được thực hiện.
Thuốc cản nổi và thuốc hoạt hóa được sử dụng để phân tách có chọn lọc khoáng vật này với khoáng vật khác. Thuốc cản nổi ức chế tuyển nổi một khoáng vật hay nhiều khoáng vật trong khi các thuốc hoạt hóa cho phép tuyển nổi các khoáng vật khác. Các ví dụ trong số này bao gồm CN−, được sử dụng để ức chế tất cả các sulfide trừ galena và thuốc cản nổi này được cho là hoạt động bằng cách thay đổi độ hòa tan của các thuốc tập hợp hấp thụ hóa học và hấp thụ vật lý đối với các sulfide. Giả thuyết này bắt nguồn từ Nga. Một ví dụ về thuốc hoạt hóa là các ion Cu2+, được sử dụng để tuyển nổi sphalerit.
Có một số ngăn có thể được sử dụng để tuyển nổi các khoáng vật. Chúng bao gồm các cột tuyển nổi và các ngăn tuyển nổi cơ học. Các cột tuyển nổi được sử dụng cho các khoáng vật mịn hơn và chúng thường có phẩm cấp cao hơn nhưng độ thu hồi thấp hơn so với các ngăn tuyển nổi cơ học. Các ngăn đang sử dụng tại thời điểm hiện nay có thể vượt quá 300 m³. Điều này được thực hiện vì chúng rẻ hơn trên mỗi đơn vị khối lượng so với các ngăn nhỏ hơn, nhưng chúng khó kiểm soát hơn các ngăn nhỏ hơn.
Quá trình này được phát minh vào thế kỷ 19 tại Úc. Nó được sử dụng để thu hồi tinh quặng sphalerit từ quặng đuôi sinh ra từ tuyển trọng lực. Những cải tiến tiếp theo cũng đến từ Úc dưới dạng ngăn Jameson, được phát triển tại Đại học Newcastle, Úc. Nó hoạt động bằng cách sử dụng một vòi phun nhúng chìm tạo ra các bong bóng nhỏ. Các bong bóng nhỏ này có động năng cao hơn và do đó chúng có thể được sử dụng để tuyển nổi các khoáng vật hạt mịn, chẳng hạn như những hạt được sản xuất bởi Isa mill.
Lò phản ứng tuyển nổi theo giai đoạn (SFR) chia quá trình tuyển nổi thành 3 giai đoạn xác định trên mỗi ngăn và ngày càng trở nên phổ biến hơn khi sử dụng vì chúng đòi hỏi ít năng lượng, không khí và không gian lắp đặt hơn.

### Tách tĩnh điện
Có hai loại máy tách tĩnh điện chính. Chúng hoạt động theo những cách tương tự, nhưng các lực tác dụng lên các hạt là khác nhau và các lực này là lực hấp dẫn và lực tĩnh điện. Hai loại này là máy phân tách điện động (hoặc con lăn sức căng cao) hoặc máy tách tĩnh điện. Trong các con lăn sức căng cao, các hạt được tích điện bằng phóng điện hoa. Điều này sạc các hạt để sau đó chúng di chuyển trên một cái trống. Các hạt dẫn điện mất điện tích của chúng cho trống và được loại bỏ khỏi trống với gia tốc hướng tâm. Máy phân tách tấm tĩnh điện hoạt động bằng cách cho một dòng các hạt đi qua một anot tích điện. Các chất dẫn điện này bị mất electron cho tấm và bị kéo ra khỏi các hạt khác do lực hút cảm ứng với anot. Các phân tách này được sử dụng cho các hạt trong khoảng 75 đến 250 micron và để xảy ra sự phân tách hiệu quả, các hạt cần phải khô, có sự phân bố kích thước hạt hẹp và đồng nhất về hình dạng. Trong số những cân nhắc này, một trong những điều quan trọng nhất là hàm lượng nước của các hạt. Điều này rất quan trọng vì một lớp hơi ẩm trên các hạt sẽ làm cho các chất không dẫn điện trở thành chất dẫn điện do lớp nước là dẫn điện.
Bộ tách tấm tĩnh điện thường được sử dụng cho các luồng có các chất dẫn điện nhỏ mịn và chất không dẫn điện to và thô. Các con lăn sức căng cao thường được sử dụng cho các luồng có các chất dẫn điện to và thô và chất không dẫn điện nhỏ mịn.
Những thiết bị phân tách này thường được sử dụng để tách cát khoáng sản, một ví dụ về một trong những nhà máy chế biến khoáng sản này là nhà máy chế biến CRL tại Pinkenba ở Brisbane, Queensland. Trong nhà máy này, zircon, rutile và ilmenit được tách ra khỏi đá mạch silica. Trong nhà máy này, việc phân tách được thực hiện trong một số giai đoạn với máy tuyển thô, máy tuyển tinh, máy tuyển quặng đuôi và máy tái tuyển tinh.

### Tách từ
Tách từ là một quá trình trong đó vật liệu dễ bị nhiễm từ được chiết tách từ hỗn hợp sử dụng lực từ. Kỹ thuật tách này có thể hữu ích trong khai mỏ sắt vì nó bị nam châm hút. Trong các mỏ mà wolframit hỗn hợp với cassiterit, như mỏ South Crofty và East Pool ở Cornwall hoặc với bismuth như tại mỏ Shepherd và Murphy ở Moina, Tasmania, tách từ được sử dụng để tách quặng. Tại các mỏ này, một thiết bị gọi là thiết bị tách từ Wetherill (được John Price Wetherill (1844-1906) phát minh) được sử dụng. Trong thiết bị này, quặng thô sau khi nung khô được nạp vào một băng chuyền chuyển động phía dưới hai cặp nam châm điện, theo đó các băng chuyền tiếp theo chạy vuông góc với băng chuyền cấp liệu. Cặp nam châm điện đầu tiên được từ hóa yếu và được dùng để rút ra bất kỳ quặng sắt nào có từ tính mạnh. Cặp nam châm điện thứ hai được từ hóa mạnh và thu hút wolframit có từ tính yếu. Những máy này có khả năng xử lý 10 tấn quặng mỗi ngày. Quá trình tách các chất có từ tính này khỏi các chất không từ tính trong hỗn hợp với sự trợ giúp của nam châm được gọi là tách từ.
Quá trình này hoạt động bằng cách di chuyển các hạt trong từ trường. Lực tác động trong từ trường được cho bởi phương trình {\displaystyle f=m/k.H.dh/dx}, với k = độ cảm từ, H = cường độ từ trường và dh/dx là độ dốc từ trường. Như đã thấy trong phương trình này, sự phân tách có thể được điều khiển theo hai cách, thông qua độ dốc từ trường hoặc cường độ từ trường. Các lực truyền động khác nhau được sử dụng trong các thiết bị tuyển khác nhau. Chúng có thể là có nước hoặc không. Giống như các vít xoắn, nước rửa hỗ trợ chia tách các hạt trong khi làm tăng sự xâm nhập của đá mạch trong tinh quặng.

### Phân loại quặng tự động
Phân loại tự động hiện đại áp dụng các cảm biến quang học (phổ khả kiến, gần hồng ngoại, tia X, tia cực tím), có thể kết hợp với các cảm biến dẫn điện và cảm từ, để điều khiển tách quặng cơ học thành hai hoặc nhiều loại trên cơ sở từng loại đá riêng lẻ. Ngoài ra các cảm biến mới đã được phát triển để khai thác các tính chất vật liệu như độ dẫn điện, độ từ hóa, cấu trúc phân tử và độ dẫn nhiệt. Phân loại dựa trên cảm biến đã tìm thấy ứng dụng trong chế biến niken, vàng, đồng, than và kim cương.

### Khử nước
Khử nước là một quá trình quan trọng trong tuyển khoáng. Mục đích của khử nước là loại bỏ nước được hấp thụ bởi các hạt làm tăng mật độ của quặng mịn nhão. Điều này được thực hiện vì một số lý do, cụ thể để cho phép xử lý quặng và tinh quặng cần được vận chuyển dễ dàng hơn, cho phép chế biến tiếp theo xảy ra và để loại bỏ đá mạch. Nước tách ra từ quặng bằng cách khử nước được tái tuần hoàn cho các hoạt động của nhà máy sau khi được chuyển đến nhà máy xử lý nước. Các quy trình chính được sử dụng trong khử nước bao gồm sàng khử nước như sàng Sepro-Sizetec, lắng đọng, lọc và sấy nhiệt. Các quá trình này tăng độ khó và chi phí khi kích thước hạt giảm xuống.
Sàng khử nước hoạt động bằng cách đưa các hạt qua sàng. Các hạt đi qua trên sàng trong khi nước đi qua các lỗ hở (mắt sàng) trong sàng. Quá trình này chỉ khả thi đối với quặng thô có phân bố cỡ hạt hẹp vì các mắt sàng có thể cho phép các hạt nhỏ đi qua.
Lắng đọng hoạt động bằng cách cho nước vào một thiết bị làm đặc hoặc thiết bị gạn lớn. Trong các thiết bị này, các hạt lắng xuống khỏi bùn dưới tác dụng của trọng lực, hoặc lực hướng tâm. Chúng bị giới hạn bởi hóa học bề mặt và cỡ hạt. Để hỗ trợ quá trình lắng đọng, các chất kết bông và keo tụ được thêm vào để giảm lực đẩy giữa các hạt. Lực đẩy này là do lớp kép hình thành trên bề mặt của các hạt. Chất kết bông hoạt động bằng cách liên kết nhiều hạt với nhau trong khi chất keo tụ hoạt động bằng cách giảm độ dày của lớp tích điện ở mặt ngoài của hạt. Sau khi làm đặc, bùn thường được lưu trữ trong ao hoặc hồ chứa. Ngoài ra, nó có thể được bơm vào máy ép đai hoặc máy ép lọc màng để tái chế nước và tạo ra bánh lọc khô, có thể xếp chồng hay "quặng đuôi".
Sấy nhiệt thường được sử dụng cho các hạt mịn và để loại bỏ hàm lượng nước thấp trong các hạt. Một số quy trình phổ biến bao gồm máy sấy quay, đáy lỏng hóa, máy sấy phun, máy sấy lò sưởi và máy sấy khay quay. Quá trình này thường tốn kém khi vận hành do yêu cầu nhiên liệu của máy sấy.

## Các quy trình khác
Nhiều nhà máy cơ khí cũng kết hợp các quá trình thủy luyện kim hoặc hỏa luyện kim như là một phần của hoạt động luyện kim khai khoáng. Địa luyện kim là một nhánh của luyện kim khai khoáng kết hợp tuyển khoáng với các khoa học địa chất. Điều này bao gồm cả các nghiên cứu về kết tụ dầu.
Một số hoạt động xử lý vật liệu phụ trợ cũng được coi là một nhánh của tuyển khoáng như lưu trữ (như trong thiết kế thùng), vận chuyển băng tải, lấy mẫu, cân, phân tích mẫu, phân tích cỡ hạt, phân tích khoáng vật học, vận chuyển bùn và vận chuyển khí nén.
Hiệu quả và công hiệu của nhiều kỹ thuật tuyển khoáng chịu ảnh hưởng bởi các hoạt động thượng nguồn như phương thức khai mỏ và phối trộn quặng.

## Hội nghị

### Hội nghị luyện kim châu Âu
Hội nghị luyện kim châu Âu (EMC) đã phát triển thành sự kiện kinh doanh mạng lưới quan trọng nhất dành riêng cho ngành công nghiệp kim loại màu ở châu Âu. Từ khi bắt đầu chuỗi hội nghị năm 2001 tại Friedrichshafen, nó đã là nơi gặp gỡ giao lưu của hầu hết các nhà luyện kim có liên quan từ tất cả các nước trên thế giới. Hội nghị được tổ chức hai năm một lần theo lời mời của Hiệp hội Luyện kim và Khai mỏ (GDMB - Gesellschaft der Metallurgen und Bergleute Lưu trữ ngày 24 tháng 6 năm 2020 tại Wayback Machine) và đặc biệt hướng đến các nhà sản xuất kim loại, nhà máy sản xuất, nhà cung cấp thiết bị và nhà cung cấp dịch vụ cũng như các thành viên của các trường đại học và tư vấn.